# أوكتافيان يونسكو (لاعب كرة قدم)
أوكتافيان يونسكو (بالرومانية: Octavian Ionescu)‏ هو لاعب كرة قدم روماني في مركز الوسط، ولد في 1 أكتوبر 1949 في بوخارست في رومانيا. شارك مع منتخب رومانيا لكرة القدم. أما مع النوادي، فقد لعب مع جامعة كلوج وستيودينتيسك بوخارست وسي إف آر كلوج.

## وصلات خارجية
- أوكتافيان يونسكو (لاعب كرة قدم) على موقع قاعدة بيانات كرة القدم.إي يو (الإنجليزية)
- أوكتافيان يونسكو (لاعب كرة قدم) على موقع ناشيونال فوتبول تيمز (الإنجليزية)